# Gustave Geffroy

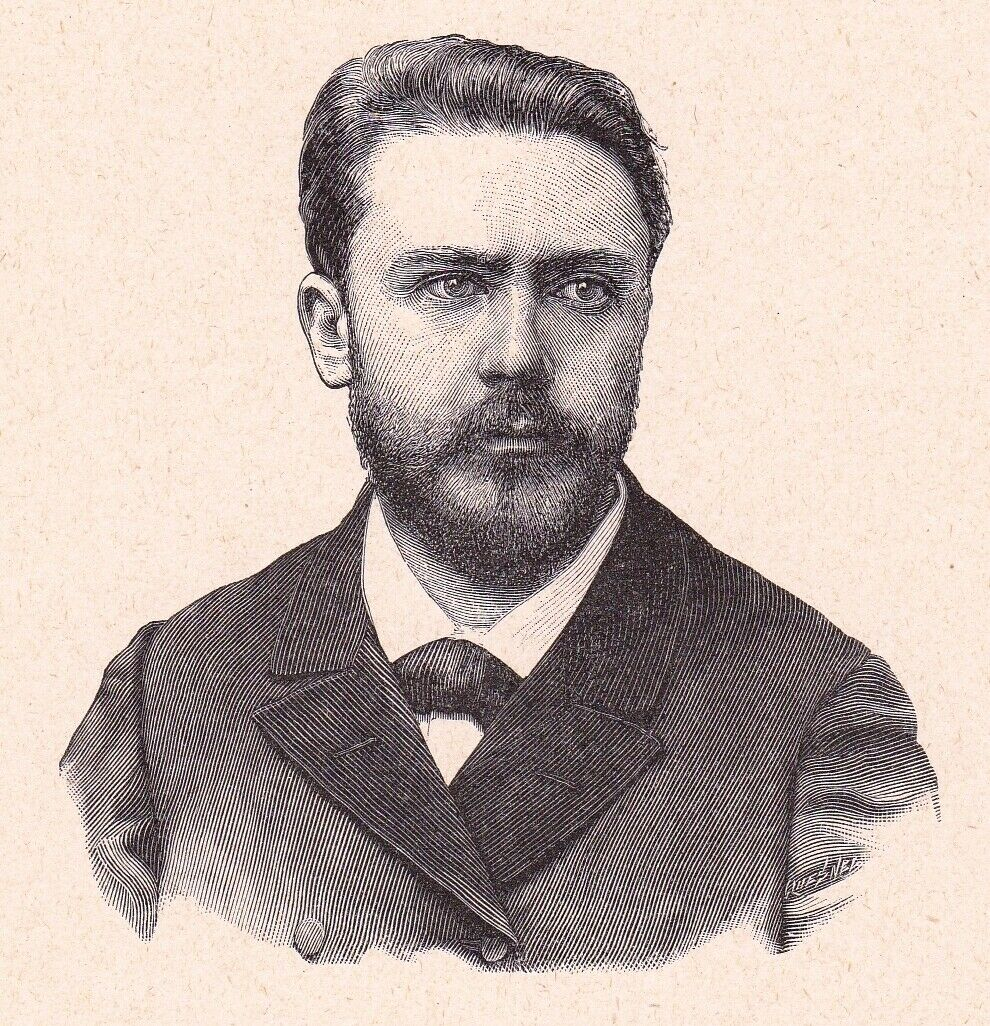
Gustave Geffroy c. 1900

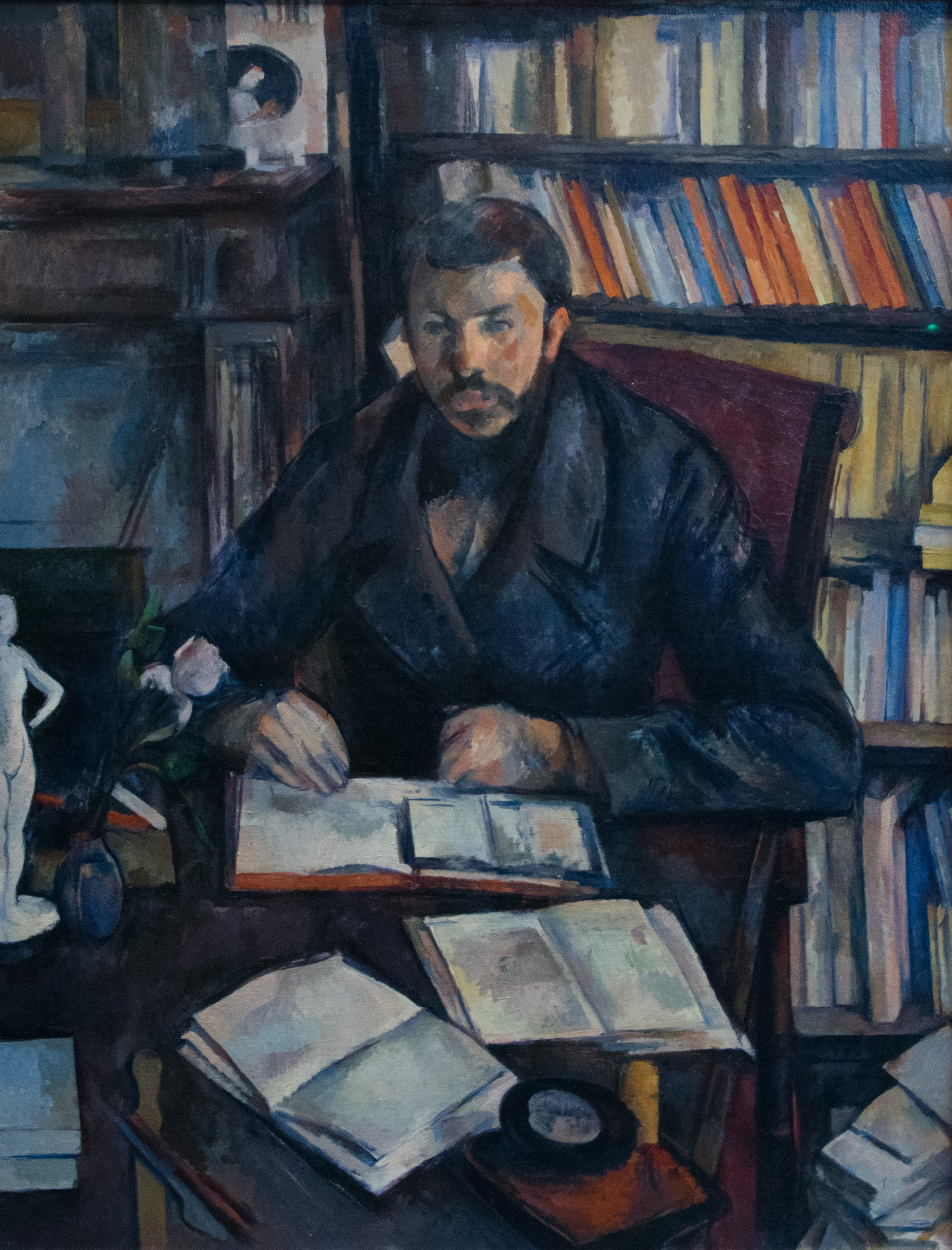
Paul Cézanne, Retrato de Gustave Geffroy, 1895. Óleo sobre tela, 110 × 89 cm. Musée d'Orsay, Paris

Gustave Geffroy (1 de junho de 1855 - 4 de abril de 1926) foi um jornalista, crítico de arte, historiador e romancista francês. Ele foi um dos dez membros fundadores da organização literária Académie Goncourt em 1900.

## Carreira
Geffroy é conhecido como um dos primeiros historiadores do movimento de arte impressionista com a publicação de Histoire de l'impressionnisme em 1892. Ele conheceu e defendeu Monet, a quem conheceu em 1886 em Belle-Île-en-Mer durante uma viagem para pesquisas sobre as prisões do Segundo Império. Monet o apresentou a Cézanne, que pintou seu retrato em 1895.
Contribuiu para o jornal La Justice a partir de 15 de janeiro de 1880, e conheceu seu fundador, Georges Clemenceau, que em 1908 o nomeou diretor da fábrica de tapeçarias Gobelins, cargo que ocupou até sua morte.
Geffroy nasceu e morreu em Paris; ele está enterrado no Cimetière de Montrouge. Uma rua no 13º arrondissement de Paris, perto da Manufatura dos Gobelins, leva seu nome.

## Principais obras
Romances
- Le Cœur et l'esprit (1894)
- L'apprentie (1904)
- Hermine Gilquin (1907)
- La Comédie bourgeoise (1922)
- Cécile Pommier. (1) L'Éducation spirituelle (2) La Lutte des classes (2 volumes, 1923)

Belas-Artes
- Bernard Palissy (1881)
- Le Statuaire Rodin (1889)
- La Vie artistique (8 volumes, 1892–1903)
- Rubens (1902)
- Les Musées d'Europe (11 volumes, 1906–1908)
- Claude Monet (1920)
- René Lalique (1922)
- Sisley (1923)
- prefácio de Auguste Brouet: catalogue de son œuvre gravé (2 volumes, 1923), um catálogo da obra gravada de Auguste Brouet
- Charles Meryon (1926)
- Corot
- Daumier

História
- Histoire de l'impressionnisme (1892)
- L'Enfermé (1897)
- La Bretagne (1905)
- Clemenceau (1918)
- Constantin Guys, l'historien du Second Empire (1920)

Outros
- Notes d'un journaliste: vie, littérature, théâtre (1887)
- Pays d'Ouest (1897)
- Les Minutes parisiennes, 2 heures. La Cité et l'île Saint-Louis (1899)
- L'Apprentie, drama histórico em 4 atos, Paris, Théâtre de l'Odéon, 7 Jan. 1908
- Les Bateaux de Paris (1903)
- Les Minutes parisiennes. 7 heures. Belleville (1903)
- Images du jour et de la nuit (1924)